# テトラヒドロカンナビノール
テトラヒドロカンナビノール（英: tetrahydrocannabinol; 略: THC, Δ9-THC）はカンナビノイドの一種。多幸感を覚えるなどの作用がある向精神薬。大麻樹脂に数パーセント含まれ、カンナビジオール (CBD) と共に大麻（マリファナ）の主な有効成分である。全身に存在するカンナビノイド受容体に結合することで薬理学的作用を及ぼす。
THCは生きている大麻ではTHCA（THCのカルボン酸体）として存在し、伐採後に熱や光によって徐々に脱炭酸されてTHCへと変化していく。乾燥大麻の中ではTHCとTHCAが共存しており、この総THC（THC+THCA）で大麻のTHC含有率を表す。
日本国外では、医薬品としては、ナビキシモルス（サティベックス）がTHCとCBDを含む経口スプレーとして、THCの純異性体のドロナビノール（マリノール）ががん化学療法の吐き気止めとして、エイズ患者の食欲不振と体重減少に、合成THCのナビロン（セサメット）がエイズ患者の同症状に承認されている国がある。

## 性質
水には溶けにくい（溶解度 1〜2 mg/L  ）が、エタノールやヘキサンなどの有機溶媒には溶けやすい。

## 抽出と合成
1964年、イスラエルのワイズマン研究所の ラファエル・メコーラム(Raphael Mechoulam) と Yechiel Gaoni によって分離された。2006年、スタンフォード大学の2人の化学者が合成に成功した。

### 合成カンナビノイド
製薬会社ファーモス社は、THCの鏡像異性体類縁体として、デキサナビノール (HU-211) という、THCのような向精神作用がなく脳損傷の進行を抑える治療薬を開発している。
JWH-018というTHCのような精神作用を持つ物質が、脱法ドラッグとして流通し、日本では2009年11月20日より指定薬物として規制されている。

## 薬理作用
THCは、脳や体中のカンナビノイド受容体に結合することで薬理作用が起こる。カンナビノイド受容体に結合する本来の体が持っている神経伝達物質はアナンダミドで、1992年のアナンダミドの発見も、THCを分離したラファエルによる。
THCのカンナビノイド受容体タイプ1(CB1受容体) への結合親和性（Ki）は10 nM、カンナビノイド受容体タイプ2 (CB2受容体) は24 nMである。また、CB1受容体への作用を介さずに神経保護（EC50=10µM）が発現していることが示唆された。THCはカンナビノイド受容体に対するパーシャルアゴニストとされる。緩やかに作用し、最大作用も弱い。
アメリカのソーク研究所の研究者は、毒性タンパク質であるアミロイドベータをTHCが除去することで神経細胞が生存するという予備的証拠を発表し、アルツハイマー病の症状に対してTHCは神経保護作用を有するとみられている。マウスでの結果が有望であれば、ヒトでの試験に進む。既存の治療薬や治験進行中の薬は、細胞の外でこれを除去しようとしているが、ソークの研究者は大麻により細胞の内側での病気の進行の早い段階で抑制しようとしている。アセチルコリンエステラーゼ (AChE) が脳内のアミロイド線維の形成を促進するため、承認されているアルツハイマー病の治療薬はAChE阻害剤であり、アメリカの研究者は、THCがAChE阻害剤であるだけでなくアミロイドベータの凝集を抑制することを実証し、既存の承認された治療薬よりも優れた特性を有するとした。アメリカフロリダ州の大学研究者とアルツハイマー研究所の研究者は、THCがアミロイド-ベータタンパク質前駆体細胞におけるアミロイドベータを非常に低濃度でも抑制し、アルツハイマー病の治療となる可能性を強く示唆していることを報告している。
THCA（THCの前駆体）は精神活性のない大麻に含まれるカンナビノイドであり、スペインの研究者は、これがハンチントン病モデルのラットでPPARγ受容体に結合し神経保護作用があり、神経変性疾患（多発性硬化症、アルツハイマー病）などの治療に考慮の余地があると結論した。イギリスアルツハイマー協会は、THCやCBDがアルツハイマー病の治療薬として研究されていることを紹介している。
2016年、大阪大学によるラットを使った基礎研究は、記憶の長期抑制（記憶の消去）は内因性カンナビノイドがCB1受容体に作用することで起こっており、脳の「不要な」シナプスを刈り込むことで神経回路形成に重要な働きをしていることを明らかにし、THCなど外因性のカンナビノイドがさらにこれを抑制することを明らかにした。そしてこれを大学のプレスリリースで、世界初、カンナビノイドが神経回路を破綻させる影響を証明したとしてアピールしている。
マウスへのTHC（5、20mg/kg）投与によるミクログリア活性化をミノサイクリンがほぼ完全に阻止した。
メスカリンやシロシビンやリゼルグ酸ジエチルアミド (LSD) との交叉耐性はない。

### 精神作用
経肺摂取は即効性があり数分で、また経口摂取は遅効性で30分〜2時間程で精神作用を得る。
音が良く聞こえたり、景色がいつもより綺麗に見えたり、気持ちが落ち着いて多幸感を得たり、インスピレーションが湧いて来たり、ご飯が美味しく感じたり等と言ったメリットもある反面、
普段気にも止めない所が気になって気持ち悪くなったり気分が落ち込んだりする事があるので、吸い慣れていない内は環境作りが大切である。
長期使用により精神依存はあるものの、その程度は酒やタバコ、覚せい剤以下でかなり低く、身体依存はほぼ無い事が臨床的に明らかにされている。欧米諸国の複数の統計・研究によれば、アルコールに近い酩酊感・倦忘感を有する程度である。

## 医薬品
2005年4月、カナダ政府当局はナビキシモルス（サティベックス）の販売を承認し、多発性硬化症患者のための経口スプレーで神経因性疼痛と痙縮を緩和するために用いることができる。サティベックスはTHCとカンナビジオール (CBD)を含有し、個別のカンナビノイドではなく大麻全体からの調合薬である。カナダでGWファーマシューティカルズによって販売されている、（近代では）世界で初の大麻を基にした処方薬である。さらに、サティベックスは2010年に欧州規制当局に認可された。2016年末には30か国で使われている。
THCに似たナビロンは、バリアント・ファーマスーティカルズによって製造され、商標名セサメットのもとカナダで市販されている。セサメットはまたFDAの認可を受け2006年にアメリカで販売を開始している; それはスケジュールII薬物である。 エイズ患者の体重減少と食欲不振に承認されている。

### ドロナビノール
ドロナビノール (Dronabinol) はTHCの純異性体のための国際一般名、(-)-トランス-Δ9-テトラヒドロカンナビノールであり、大麻から発見された主な異性体である。マリノール（ソルベー製薬）の商品名で販売されている。ドロナビノールも、SVC製薬LP、ローズテクノロジーズの系列会社との販売契約とライセンスの条件のもとで、PAR製薬会社によって市場に出され、販売、流通されている。合成THCは一般にドロナビノールと称されることがある。アメリカ合衆国とドイツを含むいくつかの国で、処方薬（マリノールのもと）として市販されている。アメリカでは、マリノールはスケジュールIII薬物で、処方薬として利用可能であり、非麻薬性で精神的また身体的依存の危険性が低いとみなされている。2002年の申請がDEAによって受理されたにもかかわらず、大麻をマリノールの類似体としてスケジュール変更するための試みは、これまでのところ成功していない。マリノールのスケジュールIIからスケジュールIIIへのスケジュール変更の結果として、この物質の再処方が今は許可されている。マリノールは、アメリカ食品医薬品局（FDA）によって、エイズ患者の食欲不振の治療に、同様に、化学療法を受ける患者の手に負えない吐き気と嘔吐に認可されており、それはなぜ天然のTHCがまだスケジュールI薬物であるかの多くの議論の元となった。 また、SyndrosもアメリカでスケジュールIIのエイズ患者の食欲低下の治療薬として承認されている液体状のドロナビノールで合成THCである。
ドロナビノールの副作用では、18%の者に高揚感、目眩、混乱、傾眠が起こった。

### 医療大麻との比較
雌の大麻株は、多発性硬化症患者を助ける主な抗痙攣剤と考えられているカンナビジオール（CBD）を含む60種のカンナビノイドや、大麻の鎮痛効果に寄与する可能性のある抗炎症のカンナビクロメン（CBC）を含有する。
マリノールが十分な全身的作用に達するのに1時間以上かかるのに比べ、喫煙や気化では数秒または数分である。 症状を管理するためにちょうど十分な大麻の煙の吸入に慣れた一部の患者は、マリノールの所定用量による強すぎる陶酔に苦情を述べている。多くの患者にとって、マリノールは大麻より激しいサイケデリック効果をもたらす。この違いは、大麻にはTHC以外の多くのカンナビノイドが含まれており、穏やかに効果を発揮するためと推測される。そのため、ナビキシモルスのような大麻植物の植物エキスを基にした代替のTHC含有医薬品が開発されている。 カリフォルニア大学ロサンゼルス校公共政策学部の薬物政策分析プログラムの長であるマーク・クレイマンはマリノールについて、「それは少しも楽しくなくて使用者の気分を悪くしたので、娯楽市場に浸透する恐れもなく認可され、医薬品としての、すべてを含んだ大麻の支持者を撃退するこん棒として利用できた」と述べている。
米国連邦法はドロナビノールをスケジュールIII規制物質として登録しており、ナビロンのような合成物質を除いたすべてのカンナビノイドはスケジュールIのままである。

### 治験
2020年には、India Globalization Capital社は、IGC-AD1という製剤の第I相試験（治験3段階中の最初）を開始し、これはTHCがアルツハイマー病の治療に役立つ可能性から、大麻由来の少量のカンナビノイドと他の薬物を併用している。

## 法的見地
向精神薬に関する条約において、1988年には、合成カンナビノイドのドロナビノール（前述、マリノール）がスケジュールIIへの移動が勧告され、1990年にはデルタ-9-テトラヒドロカンナビノール（デルタ-9-THC）の全ての立体化学的異性を、スケジュールIからスケジュールIIへと移動した。

### 日本
大麻から抽出されたTHCは日本では大麻取締法の規制対象であるため、医療目的での使用（医薬品の開発を目的とした人への臨床試験等）は大麻取扱者の免許を受けている大麻栽培者・大麻研究者であっても認められていない。
ただし、麻薬及び向精神薬取締法により麻薬指定されたカンナビノイドであるTHCについては、化学合成されたものに限り、許可制による厳正な管理のもと麻薬研究者による医療用麻薬としての研究が認められている（2023年現在）。